# Silvio Berlusconi
Silvio Berlusconi (Milà, 29 de setembre de 1936 - 12 de juny de 2023) va ser empresari i controvertit polític italià, magnat dels mitjans de comunicació i president de l'oligopoli Mediaset, que va exercir tres vegades com a primer ministre d'Itàlia en diferents períodes entre els anys 1994 i 2011, i com a eurodiputat (1999-2001, 2019-2022). És considerat el pare de la «telecràcia», el sistema de govern basat en el control de la televisió.
Al llarg de la seva trajectòria va afrontar 35 judicis per càrrecs com corrupció de menors, frau fiscal, malversació i suborns, només un dels quals va acabar amb una sentència ferma de quatre anys de presó, tres dels quals van ser coberts per un indult.

## Biografia
Fill d'un banquer i d'una mestressa de casa, va concloure la carrera de dret, especialitzant-se en dret mercantil. Va fundar a principis dels anys 1960 una empresa de construcció immobiliària que es va convertir en la més important d'Itàlia i amb què va construir una ciutat sencera a tocar de Milà que va anomenar Milano 2.
Quan es va liberalitzar el mercat televisiu, va fundar la televisió per cable Telemilano el 1978, va ingressar al món dels mitjans de comunicació, va comprar grups editorials i va esdevenir, finalment, l'home més poderós del sector audiovisual a Itàlia durant els anys 1980 amb la creació de Canale 5, que va abanderar la telebrossa amb programes com Colpo Grosso o Non é la Rai a Itàlia, i ¡Ay, qué calor! i Tutti Frutti a l'Estat espanyol via la seva sucursal Tele 5 a partir de 1990, en què les dones es convertien en objectes per atraure espectadors apareixent seminues.
Aficionat al futbol, va ser propietari i president de l'Associazione Calcio Milan fins al 2017. Més endavant va comprar l'Associazione Calcio Monza, aleshores un equip modest, que va pujar fins a la Sèrie A.
Segons la revista Forbes, Berlusconi era la persona més rica d'Itàlia, amb una fortuna de 5.900 milions de dòlars i va arribar a ocupar el lloc 45 entre les majors fortunes personals del món.
Va entrar en política el 1994, amb 58 anys, després de cofundar el partit Força Itàlia amb Marcello Dell'Utri el 1994, calcant el crit de Força Italia! que empra l'afició de la selecció italiana de futbol. Invocà el «perill comunista» per tal d'impedir l'arribada al poder de l'esquerra italiana i va resultar vencedor a les eleccions legislatives italianes de 1994, la primera victòria del centredreta al Bel paese des de la Segona Guerra Mundial. Berlusconi es va convertir en primer ministre, tot i que va dimitir al desembre del mateix any acusat de corrupció.
A les eleccions legislatives italianes de 2001 es va destacar clarament per davant dels altres dos socis de la coalició electoral Casa de les Llibertats, que obtingué majoria absoluta i Berlusconi va esdevindre de nou primer ministre malgrat les nombroses causes judicials que s'acumulaven contra ell. L'any 2003, entrevistat pel setmanari The Spectator, Berlusconi va manifestar que «al final, Mussolini no va matar mai ningú. Enviava la gent de vacances al confino». Això no obstant, els continus enfrontaments entre els socis de govern feren que a les eleccions legislatives italianes de 2006 passés a l'oposició.
El 24 de gener de 2008, Romano Prodi va perdre una moció de confiança fet que va provocar la caiguda del seu govern, i Berlusconi es va convertir de nou en primer ministre a partir de les eleccions legislatives italianes de 2008, tot i que va presentar la seva dimissió el 12 de novembre de 2011 després d'aprovar al Parlament italià el pla anticrisi exigit per la Unió Europea. Mario Monti en va ser el successor.
Berlusconi es definia a si mateix com «liberal» i concebia Itàlia com «una gran empresa». Els seus adversaris el consideraven demagog i populista i remarcaven la interferència dels seus negocis personals amb la política. Va ser acusat en repetides ocasions de connexions amb la màfia, i alguns dels seus col·laboradors més propers, com Cesare Previti, van ser condemnats en ferm per corrupció de la justícia.
En política exterior va donar suport als Estats Units d'Amèrica en la invasió de l'Iraq de 2003, i malgrat que va declarar Itàlia com «no bel·ligerant», hi va enviar tropes després de la guerra. També va ser partidari d'establir relacions comercials amb Rússia i de l'ingrés de Turquia a la Unió Europea. L'any 2019, en una trobada amb militants de Forza Italia, va explicitar el procés de normalització de l'extrema dreta a Itàlia: «L'any 1994 vam decidir entrar en la política amb la dreta, és a dir, amb la Lliga Nord i amb els feixistes, que la resta de partits havien mantingut fora del que es deia "l'arc constitucional". Els vam legitimar, els vam constitucionalitzar!».